# Emilia Vuc
Emilia Alina Vuc est une lutteuse roumaine née le 4 octobre 1993 à Reșița.

## Carrière
Elle est vice-championne d'Europe en 2016 dans la catégorie des moins de 48 kg.

## Palmarès

### Championnats du monde
- Médaille d'argent dans la catégorie des moins de 48 kg en 2017 à Paris
- Médaille d'argent dans la catégorie des moins de 50 kg en 2019 à Nour-Soultan

### Championnats d'Europe
- Médaille d'argent dans la catégorie des moins de 48 kg en 2016 à Riga
- Médaille d'argent dans la catégorie des moins de 48 kg en 2018 à Kaspiisk
- Médaille de bronze dans la catégorie des moins de 48 kg en 2017 à Novi Sad
- Médaille de bronze dans la catégorie des moins de 50 kg en 2022 à Budapest